# Országok listája a kannabisz jogi helyzete alapján

A kannabisz rekreációs felhasználásának jogi helyzete
----
----

A kannabisz orvosi felhasználásának jogi helyzete
----

Az alábbi szócikk az országok listája a kannabisz jogi helyzete alapján.
A kannabisz legalitása, termesztése és felhasználási szabályai országonként különböznek. Ezeket az Egyesült Nemzetek Szervezete három egyezménye szabályozza: az 1961-es egységes kábítószer-egyezmény, az 1971-es egyezmény pszichotróp anyagokról, illetve az 1988-as egyezmény kábítószerek és pszichotróp anyagok tiltott kereskedelme ellen. Az 1961-es egyezmény szerint a kannabisz 2020 óta az egyes kategóriában szerepel (korábban a négyes kategóriában is szerepelt), amely szerint országok engedélyezhetik orvosi használatát, de ettől függetlenül függőséget okozó szernek számít, komoly visszaélési veszéllyel.
A kannabisz rekreációs felhasználása az országok nagy többségében illegális, de több helyen is dekriminalizálták, így kis adagok birtoklása nem bűncselekmény. Közel-, és távol-keleti országokban viszont sok esetben minimális mennyiségű kannabisz birtoklása is hosszú börtönbüntetésekkel járhat. Az országok, ahol a rekreációs használat legális: Dél-Afrika, Grúzia, Kanada, Luxemburg, Málta, Mexikó, Németország, Thaiföld, Uruguay, az Egyesült Államok 24 állama, három területe és fővárosa, illetve Ausztrália fővárosi területe. Egyes országokban, amelynek legfőbb példája Hollandia, a kormány tolerálja a kannabisz használatát, és eladását.
A kannabisz legalizálásának egyik oka, hogy megakadályozzák a kiskorúak hozzáférését a droghoz, ártalomcsökkentés, szervezett bűnözés mértékének csökkentése, gazdasági növekedés megsegítése, bevételnövelés és munkahelyteremtés. A nem szabályozott feketepiac gyakran rossz minőségű, ismeretlen THC-tartalmú, mérgező adalékokkal készült kannabiszt terjeszt, amely nagy egészségügyi veszélyt jelenthet. Ezzel ellentétben egy legalizált piac esetében a termékminőséget és -biztonságot lehet szabályozni. A betiltott kannabisz általában nagy tehert helyez az országok igazságszolgáltatási rendszerére, legalizálása gyakran könnyű megoldás lehet arra, hogy a rendőrségnek komolyabb bűncselekményekre több ideje legyen, illetve a droggal kapcsolatos okokból bebörtönzött, nem erőszakos bűncselekményért elítélt személyek számának csökkentésére.
Országok, amelyekben a kannabisz orvosi használata legális: Albánia, Argentína, Ausztrália, Barbados, Chile, Costa Rica, Ciprus, Csehország, Dánia, Dél-Afrika, Ecuador, az Egyesült Királyság, Észak-Macedónia, Finnország, Grúzia, Görögország, Hollandia, Horvátország, Izrael, Írország, Jamaica, Kanada, Kolumbia, Lengyelország, Libanon, Luxemburg, Malawi, Málta, Mexikó, Németország, Norvégia, Olaszország, Panama, Peru, Portugália, Ruanda, Saint Vincent és a Grenadine-szigetek, San Marino, Spanyolország, Srí Lanka, Svájc, Thaiföld, Ukrajna, Uruguay, Új-Zéland, Vanuatu, Zambia és Zimbabwe. Az Egyesült Államokban 39 államban, négy területen és a fővárosban engedélyezett, de szövetségi szinten be van tiltva. Magyarországon csak a CBD engedélyezet, 0,2%-os THC-határérték alatt.

## Országonként
| Ábécé szerinti tartalomjegyzék                      |
| --------------------------------------------------- |
| A B C D E F G H I J K L M N O P Q R S T U V W X Y Z |

|  | Bővebben: Kannabisz az Amerikai Egyesült Államokban |

|  | Bővebben: Kannabisz Magyarországon |

| Ábécé szerinti tartalomjegyzék                      |
| --------------------------------------------------- |
| A B C D E F G H I J K L M N O P Q R S T U V W X Y Z |

## Legalizálás idővonala
| Ország                  | Dátum                | Eladások engedélyezése |
| ----------------------- | -------------------- | ---------------------- |
| Uruguay                 | 2013. december       | 2017. július           |
| Grúzia                  | 2018. július 30.     | Nincs engedélyezve     |
| Dél-afrikai Köztársaság | 2018. szeptember 18. | Nincs engedélyezve     |
| Kanada                  | 2018. október 17.    | 2018. október 17.      |
| Mexikó                  | 2021. június 28.     | Nincs engedélyezve     |
| Málta                   | 2021. december 14.   | Nincs engedélyezve     |
| Thaiföld                | 2022. június 9.      | 2022. június 9.        |
| Luxemburg               | 2022. július 21.     | Nincs engedélyezve     |
| Németország             | 2024. április 1.     | Nincs engedélyezve     |

## Fordítás
- Ez a szócikk részben vagy egészben  a   Legality of cannabis című angol Wikipédia-szócikk ezen változatának fordításán alapul.  Az eredeti cikk szerkesztőit annak laptörténete sorolja fel. Ez a jelzés csupán a megfogalmazás eredetét és a szerzői jogokat jelzi, nem szolgál a cikkben szereplő információk forrásmegjelöléseként.